# قناة ستانلي فيري

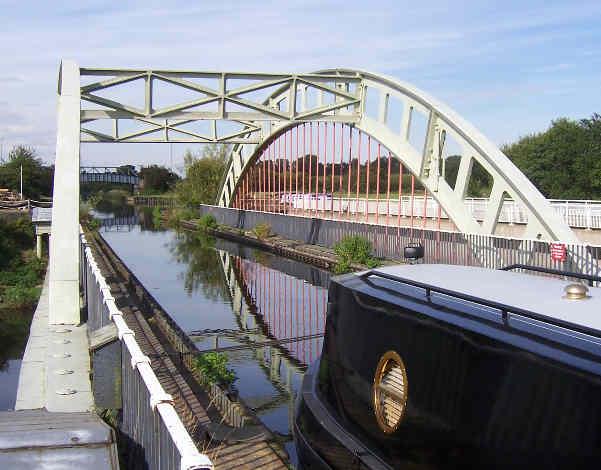
القناة المعلقة تمر فوق نهر كالدر في ستانلي فيري.

قناة ستانلي فيري (بالإنجليزية: Stanley Ferry Aqueduct) قناة ملاحية معلقة، تم إنشاؤها بين 1836 و 1839 للملاحة على نهر كالدر في ويست يوركشاير، إنجلترا. وهي واحدة من أقدم الجسور القوسية النفقية في العالم، كما تم اعتبار قناطر جسرها الأطول من حيث المسافة الحرة والمصنوعة من حديد الصب. قام بتصميم القناة المهندس جورج لاذر بطول 50 مترا، وبعرض 7.3 متر وعلى عمق 2.6 متر. وهي لا تزال تُستخدم حتى اليوم، بالرغم من إنشاء قناة مائية إضافية ملامسة لها على نطاق أوسع في عام 1981.